# Матч всех звёзд женской НБА 2021 года
Матч всех звёзд женской НБА 2021 года (англ. 2021 WNBA All-Star Game) — ежегодная показательная баскетбольная игра, прошедшая в среду, 14 июля 2021 года, в Лас-Вегасе (штат Невада) на домашней арене клуба «Лас-Вегас Эйсес» «Микелоб Ультра-арена». Эта встреча считается альтернативным матчем всех звёзд женской НБА (ASG WNBA), которая прошла в рамках подготовки национальной сборной США к Олимпийским играм в Токио, помимо этой игры в Лас-Вегасе прошла ещё одна ASG, проводившаяся в 2019 году. Игра транслировалась кабельным телевизионным каналом ESPN в США и на каналах TSN3/5 и SN в Канаде (в формате HD TV) в 7:00 по Североамериканскому восточному времени (ET), а арбитрами на этой встрече работали Курт Уокер, Джеффри Смит и Анджелика Саффрен.
Команда звёзд ВНБА под руководством Лизы Лесли и Тины Томпсон в концовке обыграла олимпийскую сборную США Дон Стэйли со счётом 93:85. Самым ценным игроком этого матча была признана Арике Огунбовале, представляющая на нём клуб «Даллас Уингз», которая завоевала это звание впервые, став лишь третьим дебютантом ASG после Шони Шиммель и Эрики Уилер, выигравшим этот почётный приз.

## Матч всех звёзд

### Составы команд
14 июня лига объявила, что в 2021 году процесс отбора состава будет аналогичен игре всех звёзд ВНБА 2019 года. Болельщики, игроки, главные тренеры, спортивные журналисты и радиовещатели могли проголосовать за лучших звёзд. Все категории голосующих могли заполнить выборный бюллетень из четырёх защитников и шести игроков передней линии. Игроки и тренеры не могли голосовать за своих одноклубниц и собственных подопечных. Голосование началось во вторник, 15 июня, в 14:00 по восточному времени (ET) и завершилось в воскресенье, 27 июня, в 23:59 по ET. Кроме того было два дня, когда голоса болельщиков могли быть учтены дважды: 20 и 27 июня. В процентном соотношении голосование было распределено следующим образом: болельщикам отводилось 50%, игрокам и тренерам и спортивным СМИ по 25%.
Тридцать шесть лучших игроков по результатам прошедшего голосования, которые не являлись игроками олимпийской сборной США, были выбраны во второй раунд селекции (в том числе не менее девяти защитников и пятнадцати игроков передней линии). На втором этапе комплектования главные тренеры клубов ВНБА выбрали двенадцать игроков, которые вошли в состав команды всех звёзд. Тренеры голосовали за трёх защитников, пять игроков передней линии и четырёх игроков на каждой позиции независимо от конференции. Они опять не могли голосовать за своих собственных подопечных. Состав команды звёзд был объявлен 30 июня 2021 года.
Двенадцать лучших игроков женской НБА в состав национальной сборной США для участия в Олимпийских играх 2021 года в Токио выбирались в период с сентября 2020 года по июнь 2021 года. По итогам этого отбора в команду звёзднополосатых попали: Сью Бёрд, Скайлар Диггинс, Дайана Таурази, Челси Грей, Сильвия Фаулз, Джуэл Лойд, Ариэль Аткинс, Эйжа Уилсон, Брианна Стюарт, Нафиса Коллиер, Бриттни Грайнер и Тина Чарльз. Однако Таурази в ходе непосредственной подготовки к этой встрече получила незначительное повреждение, в результате чего осталась в этом матче на скамейке запасных, но всё же выступила в Токио.
Игроки в команду звёзд были выбраны путём голосования, описанного выше. В состав её задней линии были включены Кортни Вандерслут (третий выбор) из «Чикаго Скай», Арике Огунбовале из «Даллас Уингз», Кортни Уильямс из «Атланта Дрим», Кали Коппер из «Чикаго Скай» и Бетнайджа Лейни (все первый выбор) из «Нью-Йорк Либерти». В состав передней линии занесены Кэндис Паркер (шестой выбор) из «Чикаго Скай», Деванна Боннер (четвёртый выбор), Джонквел Джонс (третий выбор) и Брайонна Джонс (первый выбор) из «Коннектикут Сан», Лиз Кэмбидж (четвёртый выбор) и Дирика Хэмби из «Лас-Вегас Эйсес» и Сату Сабалли (обе первый выбор) из «Даллас Уингз». Однако Кэмбидж в ходе непосредственной подготовки к этой встрече получила незначительное повреждение, в результате чего осталась в этой игре на скамейке запасных.
По правилам ЖНБА на тренерский мостик команд матча звёзд назначаются главные тренеры клубов независимо от конференции с лучшими текущими показателями по итогам игр, прошедших за пятнадцать дней до матча. Если принять во внимание, что перед Олимпийскими играми обычно проводится альтернативный матч всех звёзд, в котором принимают участие национальная сборная США и обобщённая сборная звёзд женской НБА, то вакантным было только одно место. Впрочем на эту должность были назначены легенды женской НБА, Лиза Лесли и Тина Томпсон. Наставника же национальной сборной, которого обычно выбирают на четырёхлетний цикл, назначает федерация баскетбола США, в 2017 году она подписала контракт с Дон Стэйли, главным тренером команды NCAA «Южная Каролина Геймкокс».

#### Объединённый состав команд
В данной таблице опубликован список игроков, попавших на матч всех звёзд по результатам голосования, согласно конференциям.
| Поз. | Игрок             | Команда           | Выбор |
| ---- | ----------------- | ----------------- | ----- |
| З    | Кортни Вандерслут | Чикаго Скай       | 3-й   |
| З    | Кортни Уильямс    | Атланта Дрим      | 1-й   |
| З    | Ариэль Аткинс     | Вашингтон Мистикс | 1-й   |
| З    | Бетнайджа Лейни   | Нью-Йорк Либерти  | 1-й   |
| З    | Кали Коппер       | Чикаго Скай       | 1-й   |
| Ф    | Брайонна Джонс    | Коннектикут Сан   | 1-й   |
| Ф    | Деванна Боннер    | Коннектикут Сан   | 4-й   |
| Ф    | Джонквел Джонс    | Коннектикут Сан   | 3-й   |
| Ц    | Кэндис Паркер     | Чикаго Скай       | 6-й   |
| Ц    | Тина Чарльз       | Вашингтон Мистикс | 8-й   |

| Поз. | Игрок            | Команда         | Выбор |
| ---- | ---------------- | --------------- | ----- |
| З    | Арике Огунбовале | Даллас Уингз    | 1-й   |
| З    | Сью Бёрд         | Сиэтл Шторм     | 12-й  |
| З    | Скайлар Диггинс  | Финикс Меркури  | 5-й   |
| З    | Джуэл Лойд       | Сиэтл Шторм     | 2-й   |
| З    | Челси Грей       | Лас-Вегас Эйсес | 4-й   |
| З    | Дайана Таурази   | Финикс Меркури  | 10-й  |
| Ф    | Нафиса Коллиер   | Миннесота Линкс | 2-й   |
| Ф    | Дирика Хэмби     | Лас-Вегас Эйсес | 1-й   |
| Ф    | Сату Сабалли     | Даллас Уингз    | 1-й   |
| Ф    | Брианна Стюарт   | Сиэтл Шторм     | 3-й   |
| Ф    | Эйжа Уилсон      | Лас-Вегас Эйсес | 3-й   |
| Ц    | Сильвия Фаулз    | Миннесота Линкс | 7-й   |
| Ц    | Лиз Кэмбидж      | Лас-Вегас Эйсес | 4-й   |
| Ц    | Бриттни Грайнер  | Финикс Меркури  | 7-й   |

#### Окончательный состав команд
В данной таблице опубликованы полные составы сборной США и звёзд ВНБА предстоящего матча.
| Поз.                                                 | Игрок             | Команда           | Выбор             |
| Стартовая пятёрка                                    | Стартовая пятёрка | Стартовая пятёрка | Стартовая пятёрка |
| ---------------------------------------------------- | ----------------- | ----------------- | ----------------- |
| З                                                    | Сью Бёрд          | Сиэтл Шторм       | 12-й              |
| З                                                    | Джуэл Лойд        | Сиэтл Шторм       | 3-й               |
| Ф                                                    | Брианна Стюарт    | Сиэтл Шторм       | 3-й               |
| Ф                                                    | Эйжа Уилсон       | Лас-Вегас Эйсес   | 3-й               |
| Ц                                                    | Бриттни Грайнер   | Финикс Меркури    | 7-й               |
| Запасные игроки                                      |                   |                   |                   |
| З                                                    | Ариэль Аткинс     | Вашингтон Мистикс | 1-й               |
| З                                                    | Скайлар Диггинс   | Финикс Меркури    | 5-й               |
| З                                                    | Челси Грей        | Лас-Вегас Эйсес   | 4-й               |
| З                                                    | Дайана Таурази[a] | Финикс Меркури    | 10-й              |
| Ф                                                    | Нафиса Коллиер    | Миннесота Линкс   | 2-й               |
| Ц                                                    | Тина Чарльз       | Вашингтон Мистикс | 8-й               |
| Ц                                                    | Сильвия Фаулз     | Миннесота Линкс   | 7-й               |
| Главный тренер: Дон Стэйли (Южная Каролина Геймкокс) |                   |                   |                   |

| Поз.                                      | Игрок             | Команда           | Выбор             |
| Стартовая пятёрка                         | Стартовая пятёрка | Стартовая пятёрка | Стартовая пятёрка |
| ----------------------------------------- | ----------------- | ----------------- | ----------------- |
| З                                         | Кортни Вандерслут | Чикаго Скай       | 3-й               |
| З                                         | Арике Огунбовале  | Даллас Уингз      | 1-й               |
| Ф                                         | Деванна Боннер    | Коннектикут Сан   | 4-й               |
| Ф                                         | Джонквел Джонс    | Коннектикут Сан   | 3-й               |
| Ц                                         | Кэндис Паркер     | Чикаго Скай       | 6-й               |
| Запасные игроки                           |                   |                   |                   |
| З                                         | Кортни Уильямс    | Атланта Дрим      | 1-й               |
| З                                         | Бетнайджа Лейни   | Нью-Йорк Либерти  | 1-й               |
| З                                         | Кали Коппер       | Чикаго Скай       | 1-й               |
| Ф                                         | Дирика Хэмби      | Лас-Вегас Эйсес   | 1-й               |
| Ф                                         | Брайонна Джонс    | Коннектикут Сан   | 1-й               |
| Ф                                         | Сату Сабалли      | Даллас Уингз      | 1-й               |
| Ц                                         | Лиз Кэмбидж[a]    | Лас-Вегас Эйсес   | 4-й               |
| Главный тренер: Лиза Лесли и Тина Томпсон |                   |                   |                   |

- a  Игроки, не принимавшие участие в матче из-за травмы.

### Ход матча
| 14 июля 2021 года 7:00 pm (ET) | Протокол | Сборная США                | 85:93    | Звёзды ВНБА         | Микелоб Ультра-арена, Лас-Вегас (штат Невада) Зрителей: 5 175 Судьи: Курт Уокер № 18 Джеффри Смит № 53 Анджелика Саффрен № 86 | ESPN (HD), TSN3/5 / SN |
| 14 июля 2021 года 7:00 pm (ET) | Протокол | 28:25, 15:19, 23:22, 19:27 |          |                     | Микелоб Ультра-арена, Лас-Вегас (штат Невада) Зрителей: 5 175 Судьи: Курт Уокер № 18 Джеффри Смит № 53 Анджелика Саффрен № 86 | ESPN (HD), TSN3/5 / SN |
| 14 июля 2021 года 7:00 pm (ET) | Протокол | Бриттни Грайнер 17         | Очки     | Арике Огунбовале 26 | Микелоб Ультра-арена, Лас-Вегас (штат Невада) Зрителей: 5 175 Судьи: Курт Уокер № 18 Джеффри Смит № 53 Анджелика Саффрен № 86 | ESPN (HD), TSN3/5 / SN |
| 14 июля 2021 года 7:00 pm (ET) | Протокол | Сильвия Фаулз 7            | Подборы  | Джонквел Джонс 14   | Микелоб Ультра-арена, Лас-Вегас (штат Невада) Зрителей: 5 175 Судьи: Курт Уокер № 18 Джеффри Смит № 53 Анджелика Саффрен № 86 | ESPN (HD), TSN3/5 / SN |
| 14 июля 2021 года 7:00 pm (ET) | Протокол | Сью Бёрд 8                 | Передачи | Кортни Вандерслут 7 | Микелоб Ультра-арена, Лас-Вегас (штат Невада) Зрителей: 5 175 Судьи: Курт Уокер № 18 Джеффри Смит № 53 Анджелика Саффрен № 86 | ESPN (HD), TSN3/5 / SN |

### Полная статистика матча
В данной таблице показан подробный статистический анализ этого матча.

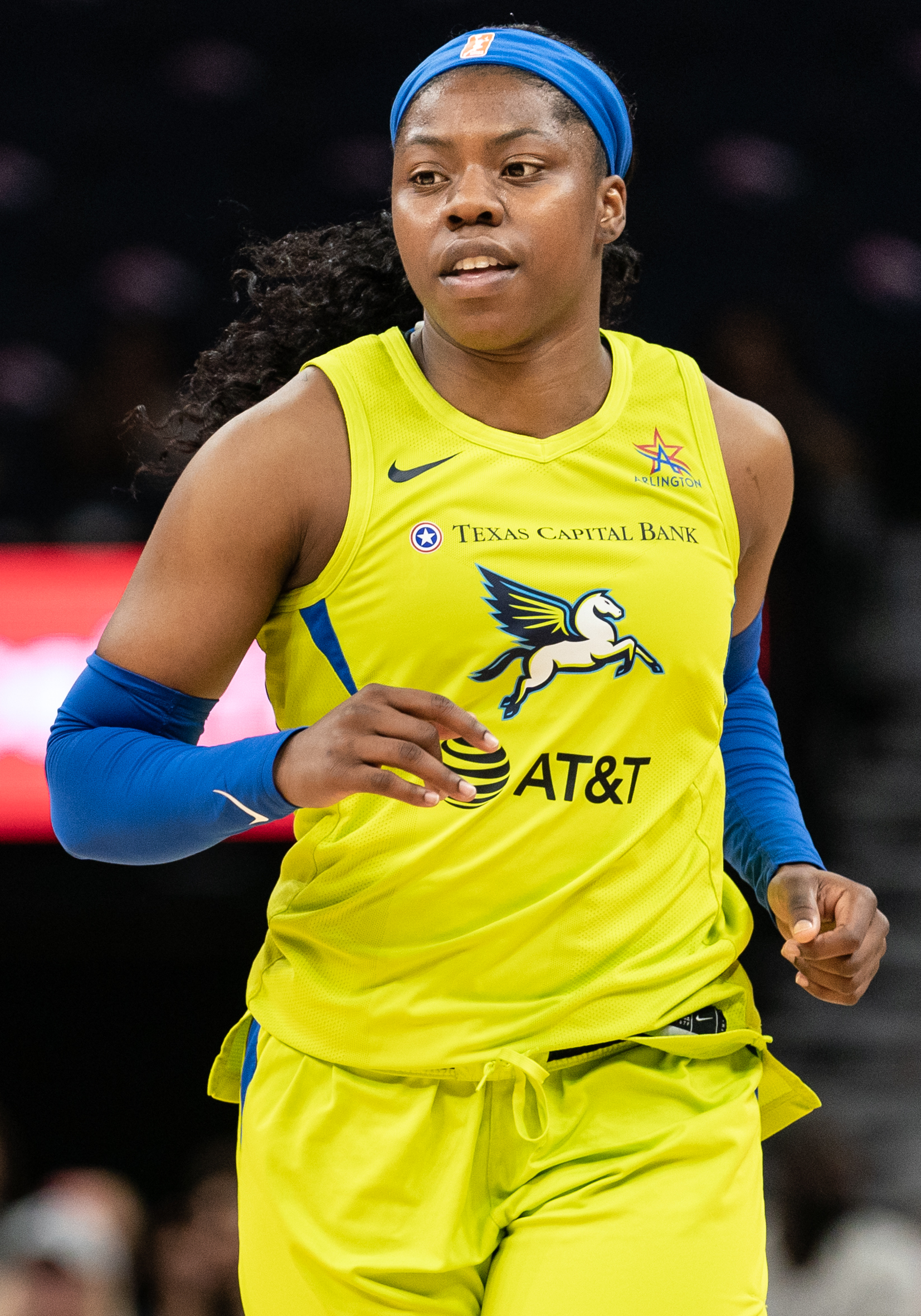
Арике Огунбовале, лучшая по очкам и MVP матча (26)
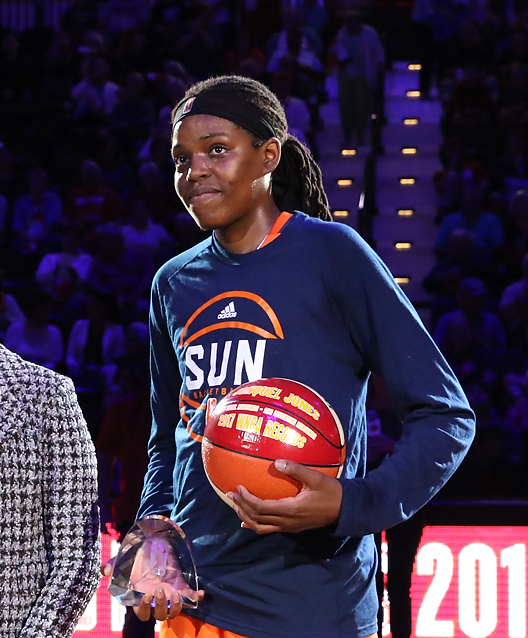
Джонквел Джонс, лучший игрок матча по подборам (14)
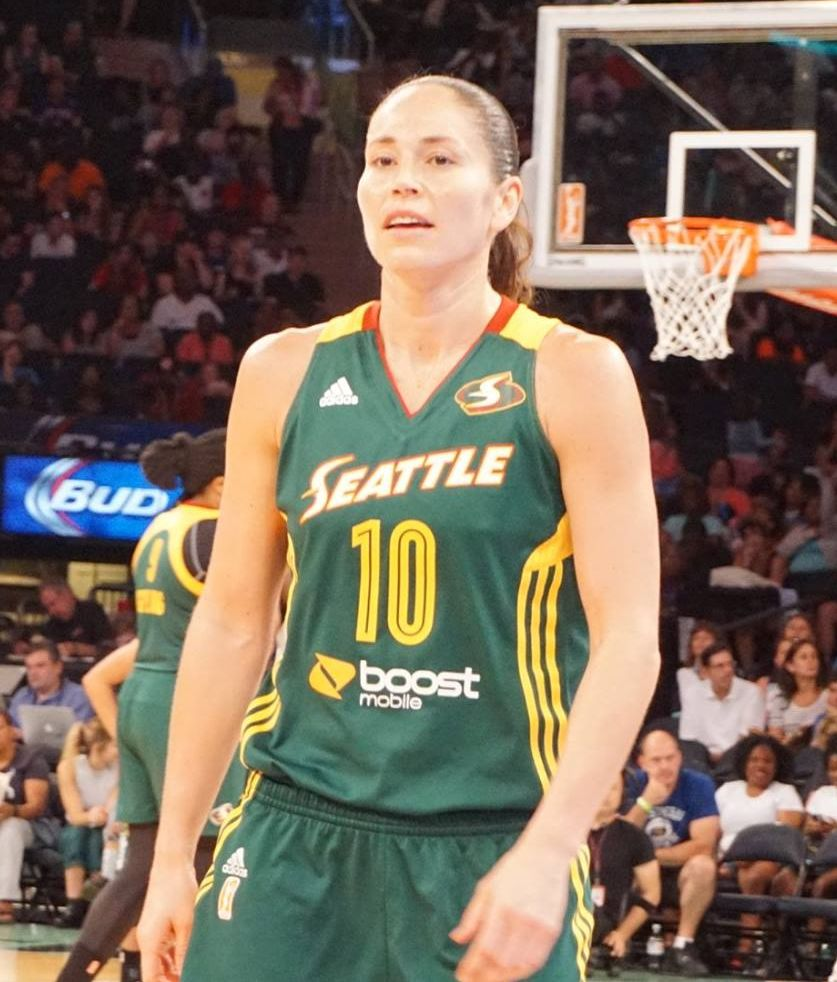
Сью Бёрд, лучший игрок матча по передачам (8)
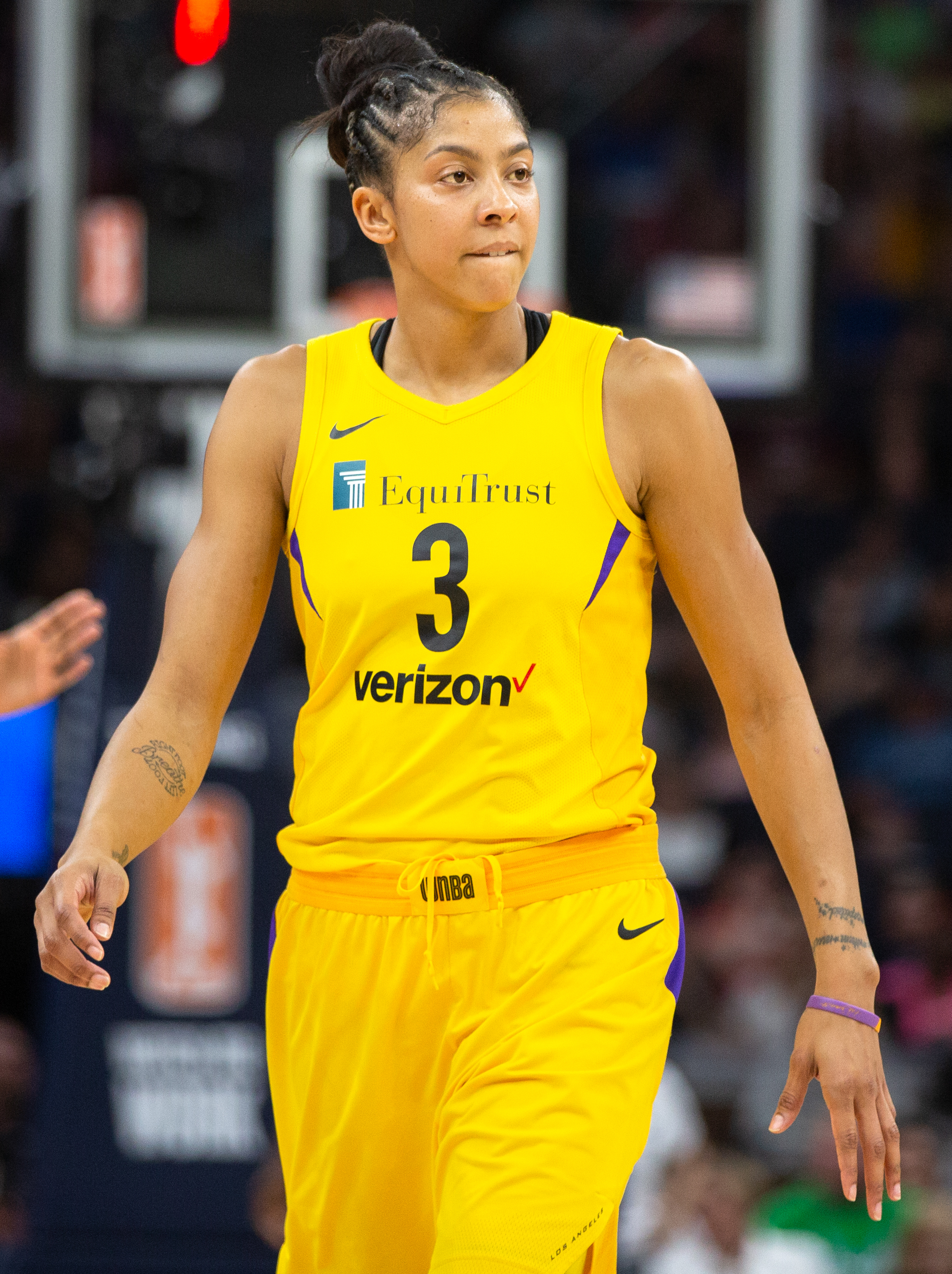
Кэндис Паркер, второй игрок матча по перехватам (2)
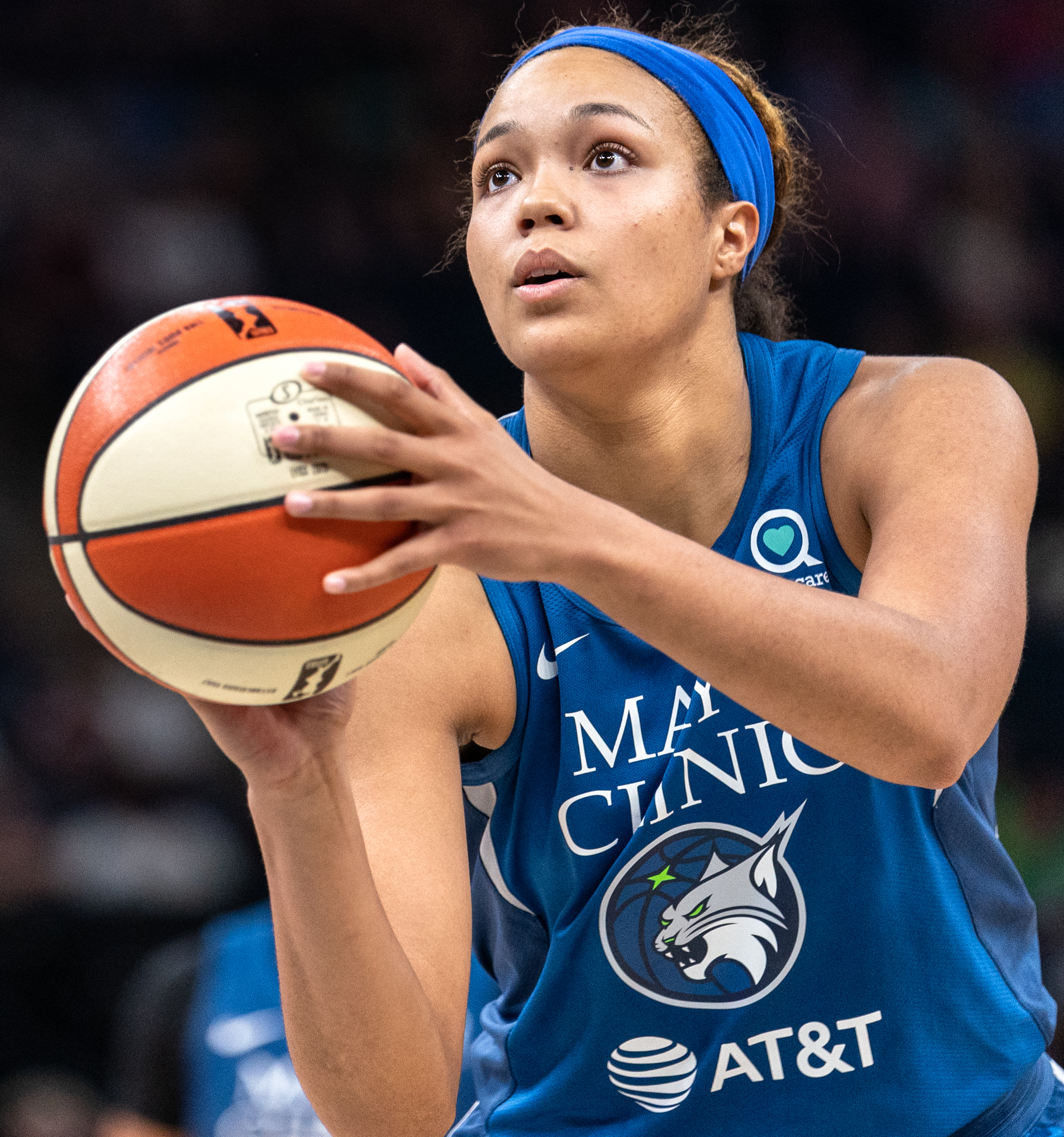
Нафиса Коллиер, лучший игрок матча по блок-шотам (2)

| Олимпийская сборная США |                             |        |       |      |      |     |     |     |     |    |    |    |     |    |     |
| Стартовая пятёрка       | Команда                     | MIN    | FG    | 3P   | FT   | OFF | DEF | TOT | AST | ST | BS | BA | TOV | PF | PTS |
| Сью Бёрд                | Сиэтл Шторм                 | 22:13  | 2-4   | 0-1  | 0-0  | 0   | 2   | 2   | 8   | 1  | 0  | 0  | 3   | 1  | 4   |
| Джуэл Лойд              | Сиэтл Шторм                 | 21:52  | 2-5   | 0-1  | 0-0  | 0   | 2   | 2   | 2   | 0  | 0  | 0  | 0   | 0  | 4   |
| Брианна Стюарт          | Сиэтл Шторм                 | 27:39  | 6-12  | 3-7  | 0-0  | 1   | 5   | 6   | 3   | 0  | 1  | 0  | 1   | 1  | 15  |
| Эйжа Уилсон             | Лас-Вегас Эйсес             | 17:12  | 3-7   | 0-0  | 2-2  | 0   | 5   | 5   | 4   | 1  | 1  | 1  | 2   | 0  | 8   |
| Бриттни Грайнер         | Финикс Меркури              | 24:45  | 8-10  | 0-0  | 1-2  | 1   | 2   | 3   | 2   | 1  | 0  | 0  | 3   | 1  | 17  |
| Запасные игроки         |                             |        |       |      |      |     |     |     |     |    |    |    |     |    |     |
| Ариэль Аткинс           | Вашингтон Мистикс           | 14:08  | 2-4   | 2-3  | 0-0  | 2   | 1   | 3   | 3   | 1  | 0  | 0  | 0   | 2  | 6   |
| Скайлар Диггинс         | Финикс Меркури              | 14:41  | 2-7   | 1-3  | 0-0  | 1   | 0   | 1   | 0   | 0  | 0  | 0  | 1   | 1  | 5   |
| Челси Грей              | Лас-Вегас Эйсес             | 17:47  | 3-6   | 1-2  | 0-0  | 0   | 2   | 2   | 3   | 0  | 0  | 0  | 2   | 0  | 7   |
| Нафиса Коллиер          | Миннесота Линкс             | 09:36  | 1-5   | 0-2  | 0-0  | 1   | 3   | 4   | 0   | 0  | 2  | 2  | 0   | 1  | 2   |
| Тина Чарльз             | Вашингтон Мистикс           | 14:52  | 1-4   | 0-1  | 3-4  | 0   | 2   | 2   | 1   | 0  | 0  | 1  | 1   | 1  | 5   |
| Сильвия Фаулз           | Миннесота Линкс             | 15:15  | 5-10  | 0-0  | 2-2  | 2   | 5   | 7   | 0   | 1  | 2  | 0  | 2   | 2  | 12  |
| Всего                   |                             | 200:00 | 35-74 | 7-20 | 8-10 | 8   | 29  | 37  | 26  | 5  | 6  | 4  | 15  | 10 | 85  |
| Главный тренер          | Дон Стэйли (Южная Каролина) |        |       |      |      |     |     |     |     |    |    |    |     |    |     |

| Звёзды женской НБА  |                           |        |       |       |     |     |     |     |     |    |    |    |     |    |     |
| Стартовая пятёрка   | Команда                   | MIN    | FG    | 3P    | FT  | OFF | DEF | TOT | AST | ST | BS | BA | TOV | PF | PTS |
| Кортни Вандерслут   | Чикаго Скай               | 16:48  | 0-3   | 0-2   | 0-0 | 0   | 1   | 1   | 7   | 2  | 0  | 0  | 1   | 0  | 0   |
| Арике Огунбовале[b] | Даллас Уингз              | 26:20  | 10-18 | 5-10  | 1-1 | 0   | 1   | 1   | 1   | 1  | 0  | 0  | 1   | 1  | 26  |
| Деванна Боннер      | Коннектикут Сан           | 26:20  | 3-8   | 0-2   | 0-0 | 1   | 3   | 4   | 1   | 0  | 1  | 1  | 1   | 1  | 6   |
| Джонквел Джонс      | Коннектикут Сан           | 29:56  | 7-14  | 4-7   | 0-0 | 5   | 9   | 14  | 4   | 3  | 2  | 2  | 2   | 0  | 18  |
| Кэндис Паркер       | Чикаго Скай               | 18:22  | 2-8   | 1-4   | 0-0 | 1   | 4   | 5   | 5   | 2  | 0  | 1  | 0   | 2  | 5   |
| Запасные игроки     |                           |        |       |       |     |     |     |     |     |    |    |    |     |    |     |
| Кортни Уильямс      | Атланта Дрим              | 20:04  | 7-8   | 0-0   | 1-2 | 1   | 0   | 1   | 2   | 1  | 1  | 0  | 0   | 2  | 15  |
| Бетнайджа Лейни     | Нью-Йорк Либерти          | 16:48  | 2-7   | 0-2   | 0-0 | 0   | 1   | 1   | 2   | 0  | 0  | 0  | 1   | 0  | 4   |
| Кали Коппер         | Чикаго Скай               | 13:40  | 4-6   | 1-1   | 0-0 | 1   | 1   | 2   | 1   | 0  | 0  | 1  | 0   | 0  | 9   |
| Дирика Хэмби        | Лас-Вегас Эйсес           | 12:15  | 1-4   | 0-0   | 0-2 | 1   | 5   | 6   | 1   | 0  | 0  | 1  | 0   | 0  | 2   |
| Брайонна Джонс      | Коннектикут Сан           | 11:04  | 3-5   | 0-0   | 2-2 | 2   | 1   | 3   | 0   | 1  | 0  | 0  | 0   | 2  | 8   |
| Сату Сабалли        | Даллас Уингз              | 08:23  | 0-3   | 0-2   | 0-0 | 1   | 2   | 3   | 1   | 0  | 0  | 0  | 1   | 1  | 0   |
| Всего               |                           | 200:00 | 39-84 | 11-30 | 4-7 | 13  | 28  | 41  | 25  | 10 | 4  | 6  | 7   | 9  | 93  |
| Главный тренер      | Лиза Лесли и Тина Томпсон |        |       |       |     |     |     |     |     |    |    |    |     |    |     |

- b  Жирным курсивным шрифтом выделена статистика самого ценного игрока матча.

## Другие события

### Конкурс трёхочковых бросков
9 июля 2021 года было объявлено, что 14 июля, в перерыве встречи звёзд, пройдёт конкурс трёхочковых бросков и будет транслироваться по телевидению на канале ESPN. Также было объявлено, что соревнование по баскетбольным умениям, которое состоялось в 2019 году, в этом году проводиться не будет. Конкурс трёхочковых бросков спонсировался торговой маркой «Mountain Dew».
В ежегодном конкурсе по трёхочковым броскам (англ. Three-Point Contest) принимали участие четыре игрока, чьи имена были объявлены 9 июля. В этом году в нём участвовали: двукратная победительница соревнования и трёхкратная участница матча звёзд Элли Куигли, двукратная чемпионка ВНБА Джуэл Лойд, одна из лучших звёзд ВНБА Джонквел Джонс (обе трёхкратные) и ни разу не участвовавшая в ASG Сэми Уиткомб. Конкурс по трёхочковым броскам — двухраундовое соревнование на время, в котором пять точек броска расположены вокруг трёхочковой дуги. По правилам этого конкурса претендент должен реализовать насколько возможно больше трёхочковых попыток из пяти различных позиций в течение одной минуты и десяти секунд, чтобы забить как можно больше из 27 мячей. Три участника с наивысшими результатами в первом раунде проходят в финальный раунд. Каждый игрок начинает кидать из одного угла площадки, постепенно перемещаясь от «точки» к «точке» по трёхочковой отметке, пока не достигнет противоположного края площадки. На четырёх из пяти «точек» игроку предоставляется по четыре мяча, каждое попадание оценивается в одно очко, также есть специальный «призовой мяч», достоинством в два балла. Пятая «точка» — специальная стойка «всех призовых мячей», которую каждый участник может разместить в любом из пяти мест, а всякий мяч на этой стойке стоит два очка. Помимо того два мяча были размещены на постаментах между стойками 2 и 3 и 3 и 4, в так называемой «зоне росы», каждый из которых стоит уже три очка.
В первом раунде победила Куигли, набрав 28 очков из 40 возможных. Кроме неё во второй раунд также вышла и Джонс, набравшая на очко меньше, а Уиткомб и Лойд выступили немного хуже своих соперниц по первому этапу и не смогли пройти в финальный раунд. В финале лучшей вновь стала Куигли, набрав те же 28 очков, что и в первом раунде и став уже трёхкратной победительницей конкурса, а Джонс выступила хуже, чем на первом этапе, набрав всего 24 балла.

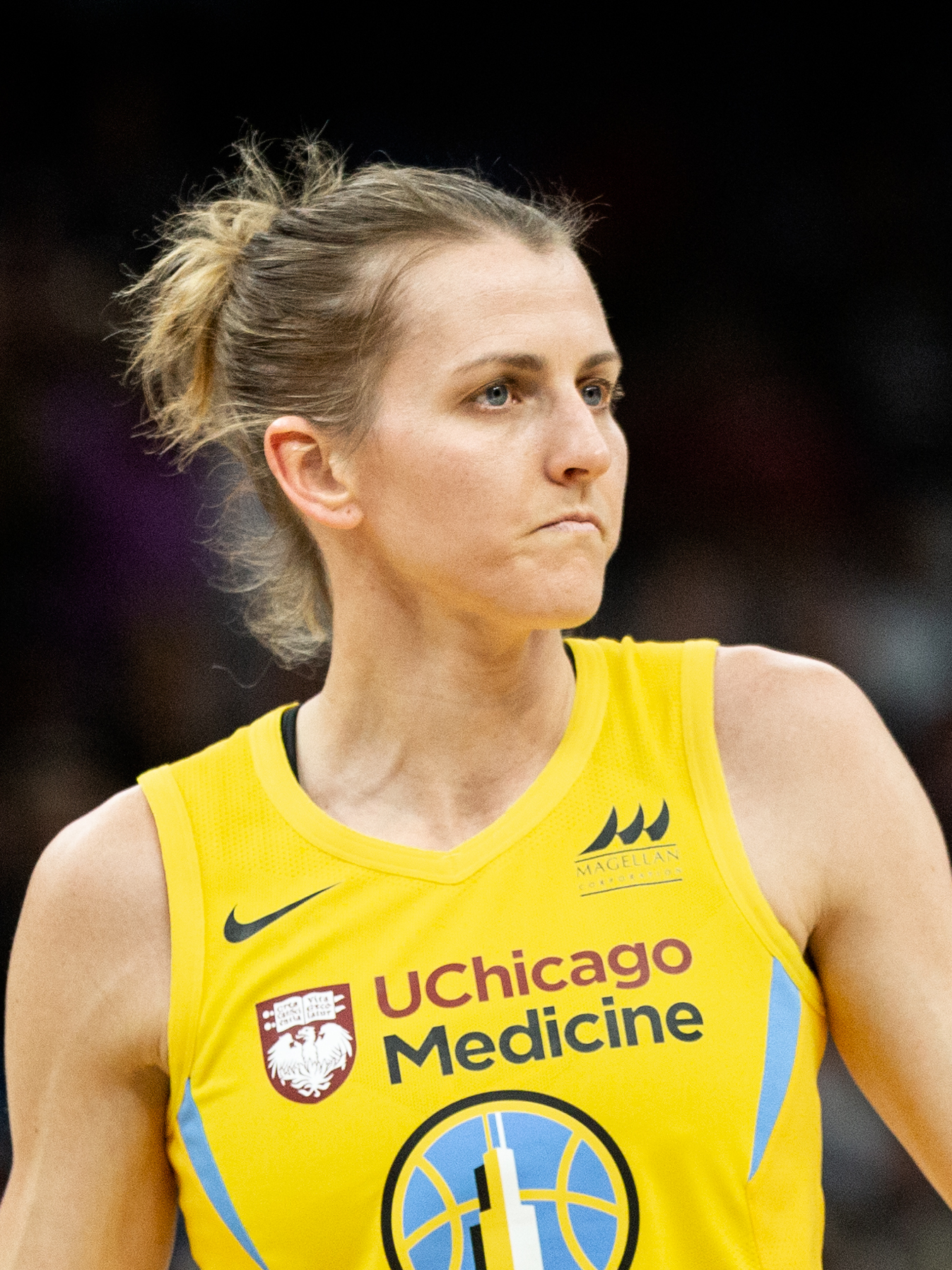
Элли Куигли выиграла конкурс трёхочковых

| Поз. | Игрок          | Команда          | Рост, см | Вес, кг | Попадания | Попытки | Процент | 1-й раунд | 2-й раунд |
| ---- | -------------- | ---------------- | -------- | ------- | --------- | ------- | ------- | --------- | --------- |
| З    | Элли Куигли    | Чикаго Скай      | 178      | 64      | 24        | 59      | 40,7    | 28        | 28        |
| Ф    | Джонквел Джонс | Коннектикут Сан  | 198      | 86      | 31        | 71      | 43,7    | 27        | 24        |
| З    | Сэми Уиткомб   | Нью-Йорк Либерти | 178      | 66      | 56        | 128     | 43,8    | 26        | DNQ       |
| З    | Джуэл Лойд     | Сиэтл Шторм      | 178      | 67      | 40        | 107     | 37,4    | 18        | DNQ       |